# Trichoncyboides simoni
Trichoncyboides simoni is een spinnensoort in de taxonomische indeling van de hangmatspinnen (Linyphiidae).
Het dier behoort tot het geslacht Trichoncyboides. De wetenschappelijke naam van de soort werd voor het eerst geldig gepubliceerd in 1904 door Roger de Lessert.